# 谢文华 (1972年)
谢文华（1972年5月—），安徽贵池人，中国人民解放军大校，现任福州警备区大校副司令员。
谢文华曾担任宁德军分区副司令员，同时兼任宁德市征兵办主任。2020年，被补选为宁德市第四届人大代表，后当选宁德市第五届人大代表。后调任福州警备区副司令员。
他还是福建省第十四届人大代表。